# Scott-Gletscher (Alaska)
Der Scott-Gletscher ist ein Gletscher im US-Bundesstaat Alaska. Er befindet sich im Chugach National Forest 22 km nordöstlich von Cordova.

## Geografie
Der 22 km lange Scott-Gletscher hat sein Nährgebiet auf 1000 m Höhe in den Chugach Mountains. Der im Mittel 2 km breite Gletscher strömt nach Südwesten und endet 23 km von der Pazifikküste entfernt. 3,5 km oberhalb des unteren Gletscherendes vereinigt sich der Scott-Gletscher mit einem von rechts kommenden größeren Tributärgletscher. 7,5 km weiter östlich befindet sich der parallel verlaufende Sheridan-Gletscher. Der 23 km lange Scott River fließt von der Gletscherzunge zum Meer. Dabei wird er vom Copper River Highway überquert.